# Аплиаа, Виссарион Иванович
Виссарион Аплиаа (Беслан Иванович Пилия; 27 мая 1947, Лыхны, Абхазия) — священнослужитель Грузинской православной церкви; с 15 сентября 2009 года — временный управляющий неканонической Абхазской православной церковью.

## Биография

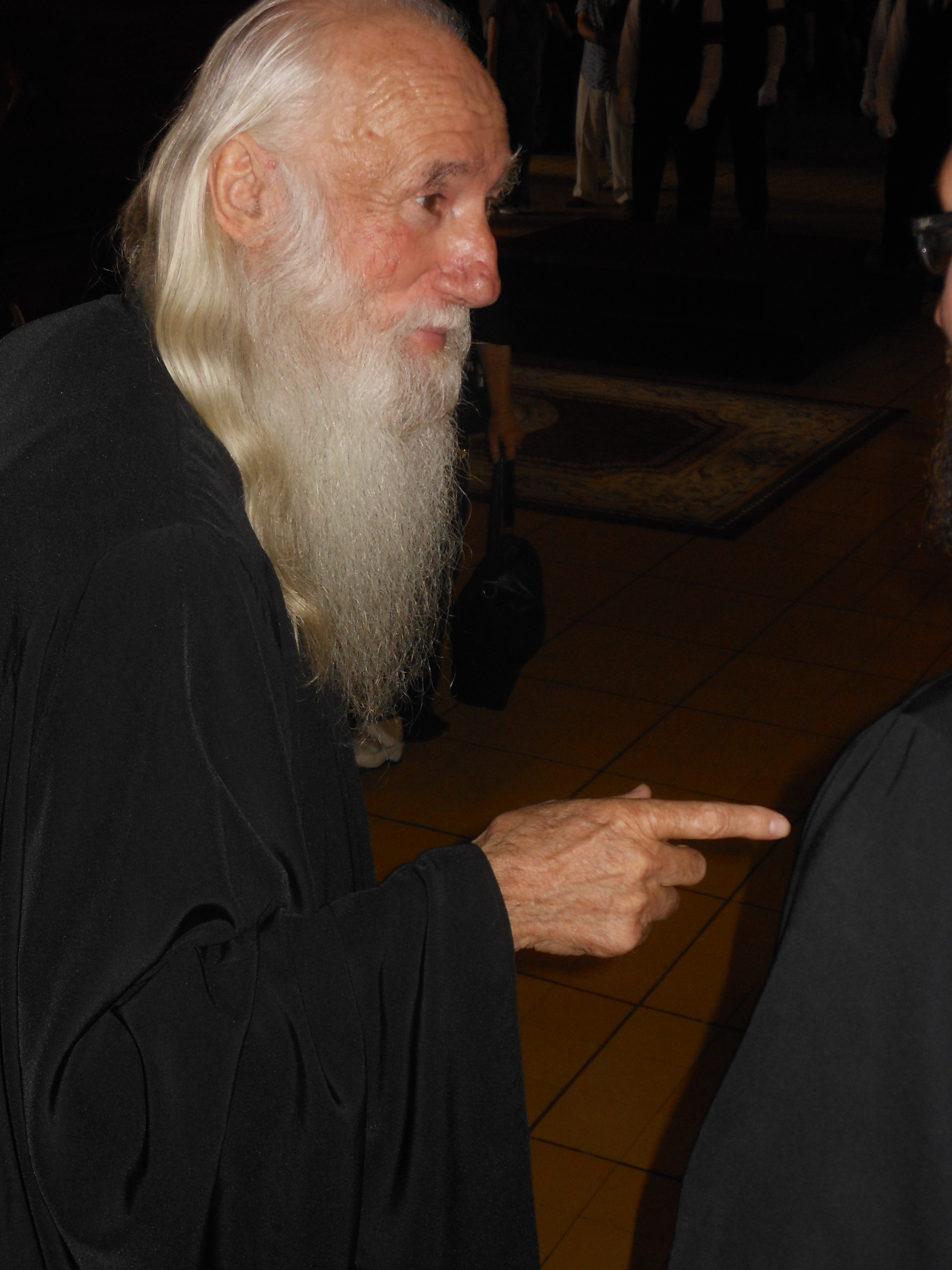
Назидания о. Виссариона. Новодевичий монастырь,
2 августа 2016 года

Родился в 1947 года в селе Лыхны в Абхазии в семье крестьян. По окончании средней сельской школы поступил в Сухумский индустриальный, позже — Батумский торговый техникумы, но по полученным там специальностям не работал.
В молодости дважды отбывал наказание в местах заключения за кражи и разбойные нападения. По его словам, в Чите настоятель одной из церквей показал ему изданный в дореволюционное время служебник на абхазском языке, что пробудило в Виссарионе интерес к христианской литературе и православию. По возвращении из тюрьмы стал прихожанином Лыхненского храма, затем читал во время богослужений молитвы на абхазском языке. Его духовником стал протоиерей Пётр Самсонов.
В 1990 году рукоположён в сан диакона католикосом-патриархом Илией II во время его визита в Абхазию, а 22 мая 1991 года — в сан священника митрополитом Сухумо-Абхазским Давидом (Чкадуа).
Во время грузино-абхазского конфликта 1992—1993 годов находился на территории Абхазии, поддерживал абхазских ополченцев.
В 1997 году собранием клира избран управляющим епархиальным советом Сухумо-Абхазской епархии.
В марте 2004 года участвовал в переговорах с представителями Грузинской православной церкви, в том числе с её предстоятелем — католикосом-патриархом всей Грузии Илией II.
С 15 сентября 2009 года — и. о. управляющего самопровозглашённой Абхазской православной церкви.
13 октября 2009 года иерей Виссарион Аплиаа прибыл специальным рейсом в Москву для чтения заупокойной Псалтыри над своим другом Вячеславом Иваньковым (криминальным авторитетом «Япончиком»).
В апреле 2011 года часть духовенства (трое из 20) и мирян Абхазской православной церкви выразила недоверие иерею Виссариону относительно стиля и методов его управления церковной жизнью в Абхазии
17 мая 2011 года декларировал выход из лона Грузинской православной церкви, провозгласив патриарха Московского и всея Руси Кирилла — «абхазским архиереем». Выразил недовольство «враждебными» действиями патриарха Константинопольского Варфоломея I и грузинского католикоса Илии II.
25 сентября 2013 года делегация абхазских клириков во главе с иереем Виссарионом была принята Патриархом Московским и всея Руси Кириллом по их просьбе.
В 2021 году Виссарион Аплиаа поднял вопрос о признании канонического статуса Абхазской православной церкви со стороны РПЦ и даже отправил домой священников РПЦ, которые работали в Абхазии, пока РПЦ не признает статус АПЦ. Ситуацию удалось урегулировать тогдашнему председателю Отдела внешних церковных связей РПЦ митрополиту Илариону (Алфееву).
В 2024 году, Виссарион Аплиаа, обратился к главе РПЦ патриарху Кириллу с требованием разрешить вопрос о каноническом статусе Абхазской православной церкви. Ранее Аплиаа уже поднимал этот вопрос и пытался добиться личного визита к патриарху Кириллу, даже подключал к вопросу президента Абхазии Аслана Бжания, однако патриарх Кирилл заранее узнав о сути обсуждаемого вопроса отменил встречу. С правом на признание канонического статуса АПЦ Виссарион Аплиаа ссылался на 17-е правило Халкидонского собора и 25-е правило Трулльского собора, по которому если епископ не появлялся на территории своей епархии более 30 лет — а с окончания грузино-абхазской войны и бегства грузинского священноначалия из Абхазии прошло уже даже больше, – епархия может перейти под власть другого епископа. «Тридцать лет я выдержал. Сегодня мы ставим вопрос перед святейшим», — заключал Аплиа.

## Награды
- 2002 — орден преподобного Сергия Радонежского III степени[20].
- 2007 — «За службу на Кавказе» (от российского командующего войсками Северо-Кавказского военного округа генерала Александра Баранова).
- 2008 — Орден святого преподобного Серафима Саровского III степени[21].
- 2008 — орден «Казачья слава»
- 2012 — «За воинскую доблесть» медаль министерства обороны Абхазии[22]
- 2012 — «За поддержание мира в Абхазии» медаль министерства обороны Абхазии
- 2012 — «За боевое содружество» медаль министерства обороны Абхазии